# Yong-zhao Huang
Yong-zhao Huang (en chinois 黄永昭) est un herpétologiste chinois né en 1939.
Il travaille au Muséum d'histoire naturelle de Chongqing.

## Quelques Taxons décrits
- Brachytarsophrys chuannanensis Fei, Ye & Huang, 2001
- Glandirana Fei, Ye & Huang, 1990
- Ingerana alpina (Huang & Ye, 1997)
- Ingerana medogensis (Fei, Ye & Huang, 1997)
- Ingerophrynus ledongensis (Fei, Ye & Huang, 2009)
- Nanorana conaensis (Fei & Huang, 1981)
- Nanorana ventripunctata Fei & Huang, 1985
- Occidozyginae Fei, Ye & Huang, 1990
- Odorrana junlianensis Huang, Fei & Ye, 2001
- Odorrana Fei, Ye & Huang, 1990
- Oreolalax xiangchengensis Fei & Huang, 1983
- Paramesotriton guangxiensis (Huang, Tang & Tang, 1983)
- Pseudepidalea zamdaensis (Fei, Ye & Huang, 1999)
- Pseudorana Fei, Ye & Huang, 1990
- Quasipaa jiulongensis (Huang & Liu, 1985)
- Rana huanrensis Fei, Ye & Huang, 1990
- Rhacophorus verrucopus Huang, 1983
- Scutiger liupanensis Huang, 1985
- Theloderma baibengensis (Jiang, Fei & Huang, 2009)
- Xenophrys glandulosa (Fei, Ye & Huang, 1990)
- Xenophrys pachyproctus (Huang, 1981)

 Huang est l’abréviation habituelle de Yong-zhao Huang en zoologie.

Consulter la liste des abréviations d'auteur en zoologie ou la liste des taxons zoologiques assignés à cet auteur par ZooBank